# Vinařský rybník
Vinařský rybník je přírodní památka mezi vesnicemi Vinaře a Vidolice v okrese Chomutov. Důvodem ochrany území je zachování rákosových a břehových porostů kolem Vinařského rybníka, které jsou významným hnízdištěm chráněných druhů ptactva. Roste zde také řada chráněných a ohrožených druhů rostlin.

## Historie

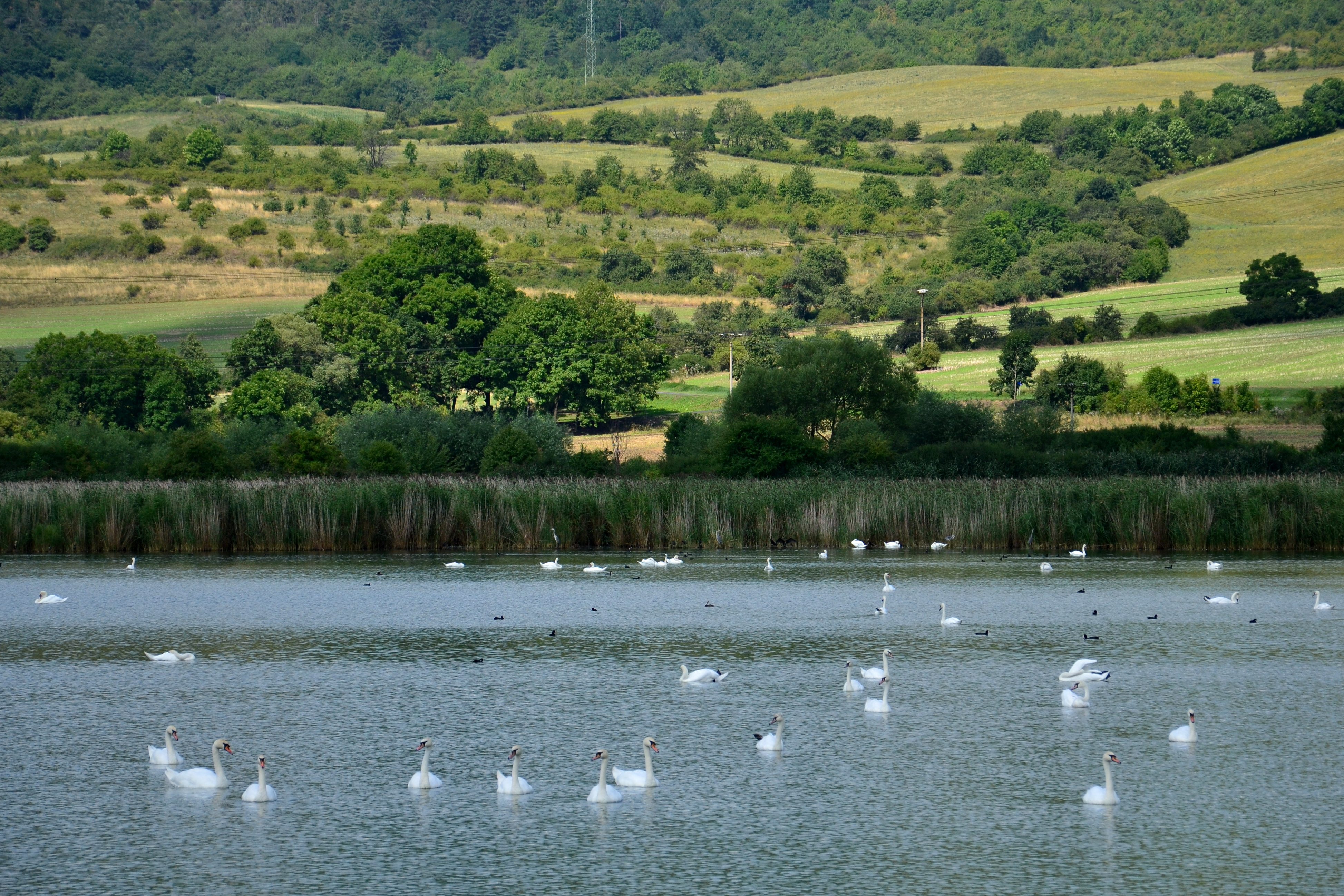
Hladina rybníka s rákosovým porostem v pozadí

Doba vzniku rybníka je nejasná, ale na mapě z druhého vojenského mapování, které proběhlo v letech 1806–1869, není vyznačen. Až do druhé poloviny dvacátého století rybník nebyl příliš ovlivňován lidskou činností. Teprve v padesátých letech dvacátého století začalo docházet k erozi a splachování půd z okolních polí, a tím k zanášení rybníka. Spolu s půdou se do vody dostávala průmyslová hnojiva, která vedla k silné eutrofizaci rybníka.
Chráněné území bylo vyhlášeno okresním národním výborem v Chomutově dne 22. listopadu 1990 jako chráněný přírodní výtvor. Přírodní památka je v Ústředním seznamu ochrany přírody evidována pod číslem 1509.
V polovině devadesátých let dvacátého století došlo také k velkému zvýšení rybí osádky s nevhodnou druhovou skladbou. Ochranu zimujících a tažných ptáků narušovalo vypouštění polodivokých kachen a odstřel pernaté zvěře místním mysliveckým sdružením Vinaře. Majitelem rybníka byl v devadesátých letech dvacátého století Český rybářský svaz.

## Přírodní poměry

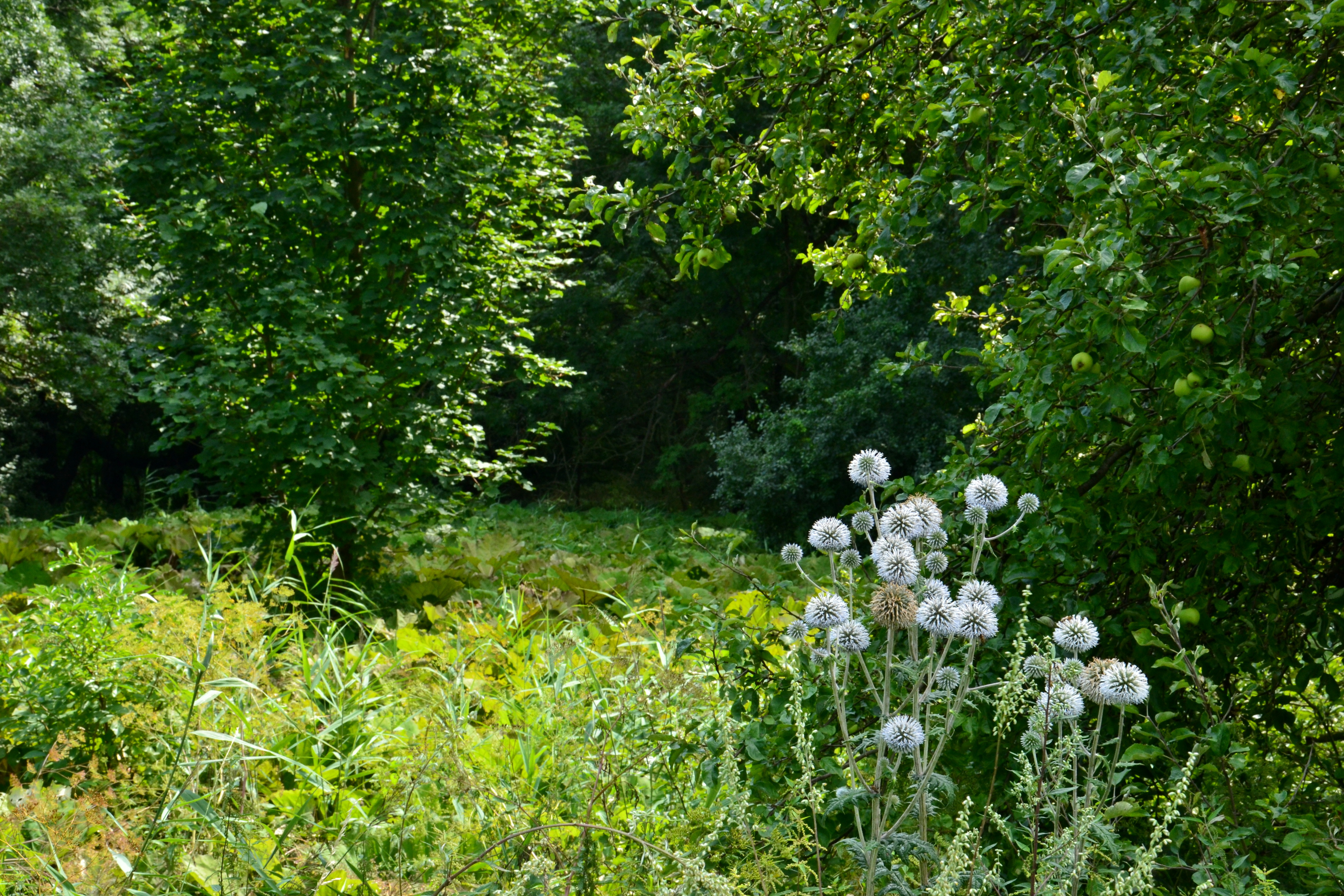
Porost pod rybniční hrází

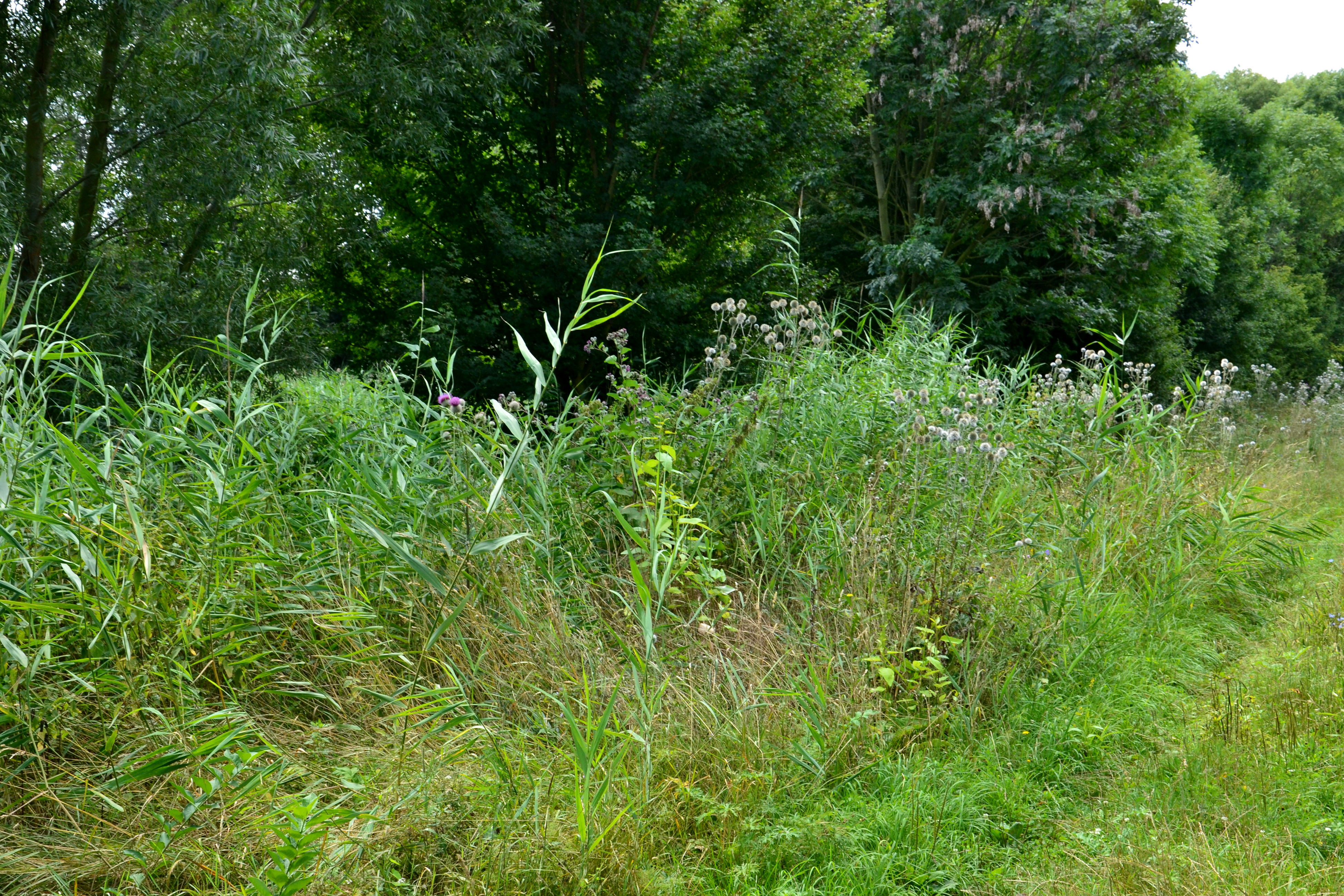
Porost pod rybniční hrází

Přírodní památka s rozlohou 15,13 hektaru se nachází na rozhraní katastrálních území Pětipsy, Vilémov u Kadaně a Vinaře. Rozloha rybníka dosahuje přibližně šestnáct hektarů, z čehož pět hektarů tvoří rákosový porost. Průměrná hloubka vody je 70–80 centimetrů. Vlastní chráněné území zahrnuje přibližně západní polovinu rybníka, břehový porost na jeho jižní straně a porosty pod hrází podél Vintířovského potoka a souběžných struh směrem k Vidolicím. Vinařský rybník je součástí ptačí oblasti Doupovské hory.
V geologickém podloží převládají třetihorní miocenní jíly, ale pod severozápadní část rybníka zasahují třetihorní vulkanoklastika bazaltových hornin. Podložní horniny jsou překryté kvartérními sedimenty složenými z hlinitých náplavů, slatin a hnilokalů. Půdní pokryv tvoří z větší části černice fluvická, ale okolo břehů severní části rybníka se vyskytuje smonice modální.
Z geomorfologického hlediska Vinařský rybník leží v Mostecké pánvi, v podcelku Žatecká pánev a okrsku Pětipeská kotlina. Nachází se v nadmořské výšce 282–289 metrů. Reliéf kotliny se sklání směrem k východu.
V rámci Quittovy klasifikace podnebí se chráněné území nachází v teplé oblasti T2, pro kterou jsou typické průměrné teploty −2 až −3 °C v lednu a 18–19 °C v červenci. Roční úhrn srážek dosahuje 550–700 milimetrů. Rybník je napájen vodou z Vintířovského potoka, který odvodňuje okolí do říčky Liboce a ta dále do Ohře

### Flóra
Vodní plocha rybníka je téměř bez vegetace, ale v pobřežním pásu na ni navazují rákosové porosty, v nichž převládá rákos obecný (Phragmites australis). Podél břehů a pod hrází rostou jasany, olše lepkavé (Alnus glutinosa) a vrby křehké (Salix euxina). V podrostu se vyskytují hájové druhy bylin jako je dymnivka dutá (Corydalis cava), křivatec žlutý (Gagea lutea), orsej jarní (Ficaria verna) a devětsil lékařský (Petasites hybridus), ale převládají kopřivy dvoudomé (Urtica dioica) a bez černý (Sambucus nigra).
Z chráněných rostlin je udáván výskyt zvláště chráněné ostřice Hostovy (Carex hostiana DC.), šišáku hrálovitého (Scutellaria hastifolia) a kriticky ohroženého hrachoru trávolistého (Lathyrus nissolia). V mokřadní části roste také orobinec širokolistý (Typha latifolia L.), sítina (Juncus) a ostřice (Carex).

### Fauna
Podle staršího plánu péče na období 2009–2018 u Vinařského rybníka žily dva kriticky ohrožené druhy ptáků: 1–2 páry bukače velkého (Botaurus stellaris) a přibližně pět párů strnada zahradního (Emberiza hortulana). Z ohrožených a silně ohrožených druhů obývali příbřežní vegetaci moták pochop (Circus aeruginosus), potápka černokrká (Podiceps nigricollis), potápka malá (Tachybaptus ruficollis), potápka roháč (Podiceps cristatus), cvrčilka slavíková (Locustella luscinioides), chřástal kropenatý (Porzana porzana), chřástal vodní (Rallus aquaticus), krutihlav obecný (Jynx torquilla) a při podzimní tahové zastávce také kopřivka obecná (Anas strepera), lžičák pestrý (Anas clypeata) a volavka bílá (Ardea alba).
Pravidelně zde hnízdí rákosník velký (Acrocephalus arundinaceus), slavík modráček středoevropský (Luscinia svecica cyanecula), slavík obecný (Luscinia megarhynchos) a nepravidelně také sýkořice vousatá (Panurus biarmicus). Jako nocoviště lokalitu využívají až tisíce jedinců vlaštovky obecné (Hirundo rustica). V dřevinami porostlém prostoru pod hrází hnízdil moudivláček lužní (Remiz pendulinus) a zaznamenána byla i žluva hajní (Oriolus oriolus). V době vyhlášení chráněného území na Vinařském rybníce existovala kolonie racka chechtavého (Chroicocephalus ridibundus) o velikosti až 500 hnízdících párů, která později zanikla.
Mezi další ohrožené a silně ohrožené obratlovce na lokalitě patří ještěrka obecná (Lacerta agilis), slepýš křehký (Anguis fragilis), užovka obojková (Natrix natrix) a vydra říční (Lutra lutra), jejíž výskyt byl potvrzen v roce 2013. Z obojživelníků se v příbřežní části rybníka vyskytují kuňka ohnivá (Bombina bombina), rosnička zelená (Hyla arborea), ropucha obecná (Bufo bufo), ropucha zelená (Bufotes viridis) a kriticky ohrožený skokan skřehotavý (Pelophylax ridibundus).

## Přístup
Vinařský rybník se nachází mimo turisticky značené trasy. Jeho hráz je přístupná po polní cestě z Vinaří.